# Hôtel de Ville (metrostation)
Hôtel de Ville er en station på metronettet i Paris og betjener metrolinje 1 og metrolinje 11. Den ligger i 4. arrondissement.
I 2004, var stationen nummer 14 blandt de mest benyttede stationer på metronettet med 12,03 millioner passagerer.

## Beliggenhed
Station ligger ved indgangen til Place de l'Hôtel-de-Ville :
- Stationen for linje 1 ligger under Rue de Rivoli mellem Place de l'Hôtel-de-Ville og Rue de Lobau,
- Stationen for linje 11 ligger under Rue du Renard nord for Rue de Rivoli.

## Automatisering
Inden for rammerne af projektet for modernisering og automatisering af metrolinje 1 blev perronerne på Hôtel de Ville-stationen forhøjet i weekenden fra 21. til 22. marts 2009.

## Adgang
Der er følgende adgange til stationen:
- Rue de Rivoli 70, lige numre
- Rue du Renard 1
- Rue de la Coutellerie 31 (trappe og rulletrappe)
- Place de l'Hôtel-de-Ville 9 (Avenue Victoria)
- Hjørnet nord-øst for Place de l'Hôtel-de-Ville (to trapper)
- Rue de Lobau 5, en trappe, og direkte adgang til (eller til underetagen af) Bazar de l'Hôtel de Ville (BHV)

## Trafikforbindelser
- RATP

## Omgivelser
I stationens nærhed findes:
- Hôtel de Ville.
- Bazar de l'Hôtel de Ville
- Rådhuset for 4. arrondissement
- På stationen for linje 1 er der udstilling om byens politiske institutioners historie.